# New Jersey Nets 2004-2005
La stagione 2004-05 dei New Jersey Nets fu la 29ª nella NBA per la franchigia.
I New Jersey Nets arrivarono terzi nella Atlantic Division della Eastern Conference con un record di 42-40. Nei play-off persero al primo turno con i Miami Heat (4-0).

## Roster
| N° | Naz.                           | Ruolo | Sportivo          | Anno | Alt. | Peso |
| -- | ------------------------------ | ----- | ----------------- | ---- | ---- | ---- |
| 1  | Stati Uniti (bandiera)         | GA    | Ron Mercer        | 1976 | 201  | 95   |
| 2  | Stati Uniti (bandiera)         | GA    | Rodney Buford     | 1977 | 196  | 86   |
| 5  | Stati Uniti (bandiera)         | G     | Jason Kidd        | 1973 | 193  | 93   |
| 6  | Stati Uniti (bandiera)         | G     | Travis Best       | 1972 | 180  | 83   |
| 7  | Francia (bandiera)             | A     | Jérôme Moïso      | 1978 | 208  | 107  |
| 10 | Croazia (bandiera)             | G     | Zoran Planinić    | 1982 | 201  | 88   |
| 11 | Stati Uniti (bandiera)         | G     | Jacque Vaughn     | 1975 | 185  | 86   |
| 12 | Serbia e Montenegro (bandiera) | C     | Nenad Krstić      | 1983 | 213  | 109  |
| 15 | Stati Uniti (bandiera)         | GA    | Vince Carter      | 1977 | 201  | 98   |
| 17 | Stati Uniti (bandiera)         | A     | Eric Williams     | 1972 | 203  | 100  |
| 20 | Stati Uniti (bandiera)         | G     | Billy Thomas      | 1975 | 193  | 94   |
| 21 | Stati Uniti (bandiera)         | A     | Brian Scalabrine  | 1978 | 206  | 109  |
| 24 | Stati Uniti (bandiera)         | A     | Richard Jefferson | 1980 | 201  | 101  |
| 26 | Stati Uniti (bandiera)         | GA    | Awvee Storey      | 1977 | 198  | 101  |
| 28 | Stati Uniti (bandiera)         | A     | Kaniel Dickens    | 1978 | 203  | 98   |
| 30 | Stati Uniti (bandiera)         | AC    | Clifford Robinson | 1966 | 208  | 102  |
| 33 | Stati Uniti (bandiera)         | C     | Alonzo Mourning   | 1970 | 208  | 109  |
| 34 | Stati Uniti (bandiera)         | AC    | Aaron Williams    | 1971 | 206  | 100  |
| 35 | Stati Uniti (bandiera)         | C     | Jason Collins     | 1978 | 213  | 116  |
| 41 | Stati Uniti (bandiera)         | C     | Elden Campbell    | 1968 | 211  | 98   |
| 44 | Stati Uniti (bandiera)         | A     | Donnell Harvey    | 1980 | 203  | 100  |
| 55 | Stati Uniti (bandiera)         | C     | Jabari Smith      | 1977 | 211  | 113  |

## Staff tecnico
- Allenatore: Lawrence Frank
- Vice-allenatori: Tom Barrise, Bill Cartwright, Brian Hill, John Kuester